# Mecometopus bolivianus
Mecometopus bolivianus är en skalbaggsart som beskrevs av Belon 1899. Mecometopus bolivianus ingår i släktet Mecometopus och familjen långhorningar. Inga underarter finns listade i Catalogue of Life.